# Pimenta

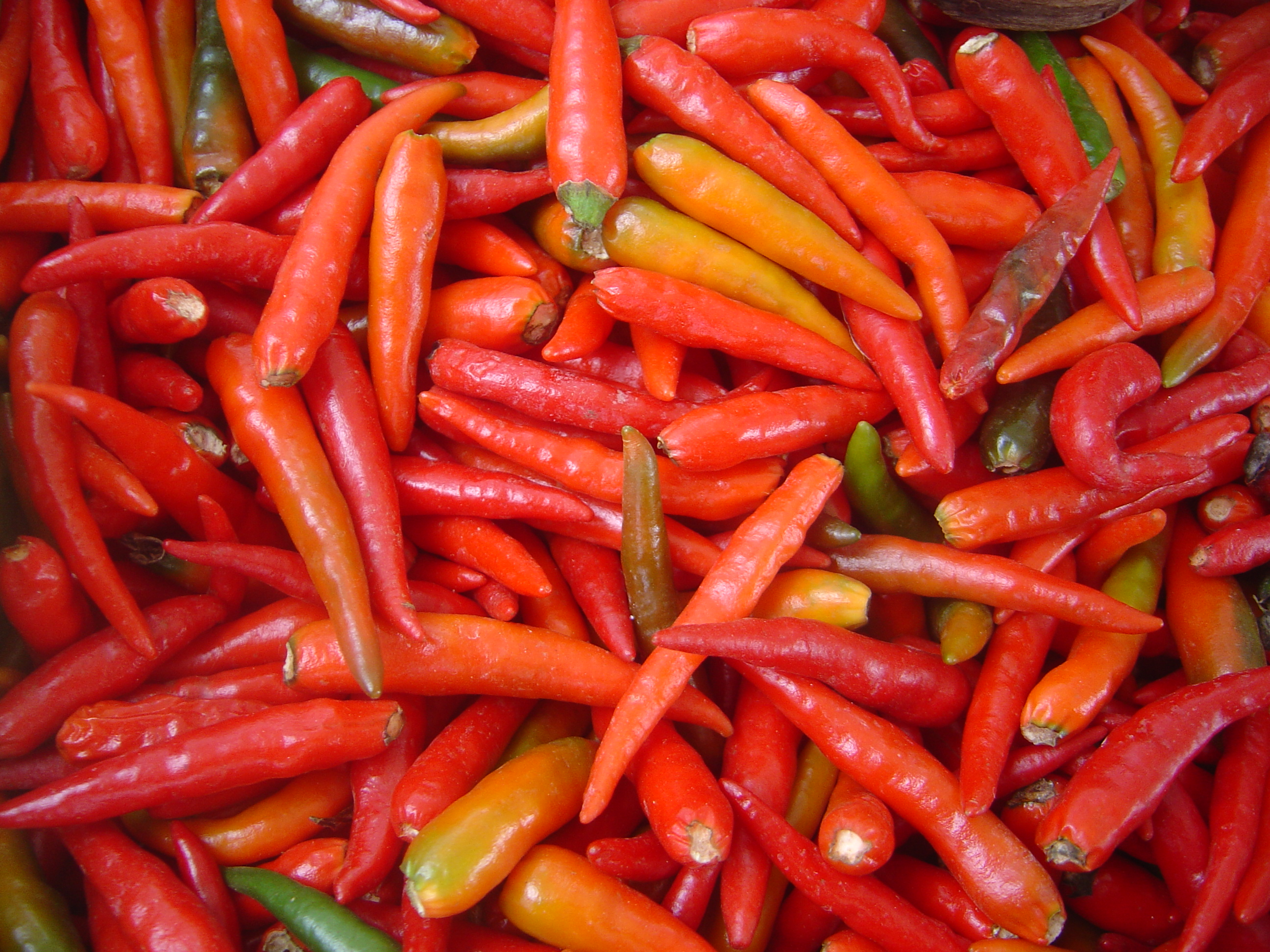
Malagueta ou piripíri

Pimenta é o nome comum dado a várias plantas, seus frutos e condimentos deles obtidos, de sabor geralmente picante. Porém, este termo tem acepções diferentes nos vários países lusófonos.
No Brasil, o termo refere-se tanto às espécies de Capsicum como as de Piper. Já o termo pimento ou pimentão é utilizado para as variedades doces de Capsicum annuum, também designadas como pimentas-doces. As variedades de Piper nigrum são designadas por pimenta-do-reino. O termo malagueta ou pimenta-malagueta é usado para variedades de Capsicum frutescens.
Em Portugal, o termo é aplicado sobretudo para o género piper  e para condimentos obtidos a partir de Capsicum, como a pimenta-caiena. Para as plantas do género Capsicum se usam pimento, malagueta ou piripíri; o primeiro é mais usado para as variedades doces de Capsicum annuum e os últimos para as variedades picantes; o termo piripíri refere-se geralmente a Capsicum frutescens.
Embora haja diversas espécies de pimentas provindas do continente africano, foram os europeus que incluíram em sua culinária a pimenta e deram inicio a domesticação de sua cultivação.
Em Moçambique as variedades de Piper são chamadas pimenta-redonda; piripíri refere-se aos frutos pequenos de Capsicum frutescens, e malagueta às variedades de tamanho maior; em Angola, o termo preferido é jindungo.
Além das referidas acima, existem várias outras plantas que, embora não sejam usadas como especiarias, são também chamadas de pimentas.
A Pimenta síria é uma mistura de especiarias que inclui as pimentas do reino e da jamaica.

## Propriedades botânicas
Os componentes mais característicos encontrados exclusivamente nas pimentas são alcaloides, responsáveis pela ardência que produzem quando entram em contato com a superfície da boca e das mucosas.

## Principais espécies por gênero

### Piper
- Piper negrum - Pimenta-preta, conhecida como pimenta-redonda ou pimenta-do-reino
- Piper guineense - Pimenta-de-são-tomé
- Piper longum - Pimenta-longa

### Capsicum
- Capsicum annuum - pimentão (no Brasil) ou pimento (em Portugal), que é uma pimenta doce, jalapeño, pimenta-caiena
- Capsicum baccatum - pimenta-dedo-de-moça, pimenta-cumari e cambuci. No Brasil também pimenta-calabresa.
- Capsicum frutescens - Pimenta-malagueta, também chamada piripíri, jindungo ou malagueta
- Capsicum chinense - Pimenta-murupi, Savina-vermelha
- Capsicum pubescens
- Bhut Jolokia - provável híbrido de C. chinense e C. frutescens, era considerada a pimenta mais ardida de todas até 2012. Perdeu esse título para a Trinidad Scorpion e desde 26 de dezembro de 2013 a pimenta mais ardida é a Carolina Reaper .[2]

### Pimenta
- Pimenta dioica - Pimenta-da-jamaica

### Outros gêneros
- Pimenta-da-áfrica - Xylopia aethiopica
- Pimenta-de-macaco - Xylopia aromatica
- Pimenta rosa - Schinus molle e Schinus terebinthifolius
- Pimenta-do-japão - Zanthoxylum piperitum
- Pimenta-de-sichuan - mistura do pó das cascas de Zanthoxylum simulans e Zanthoxylum bungeanum
- Pimenta-da-guiné - Aframomum melegueta

## Galeria de imagens

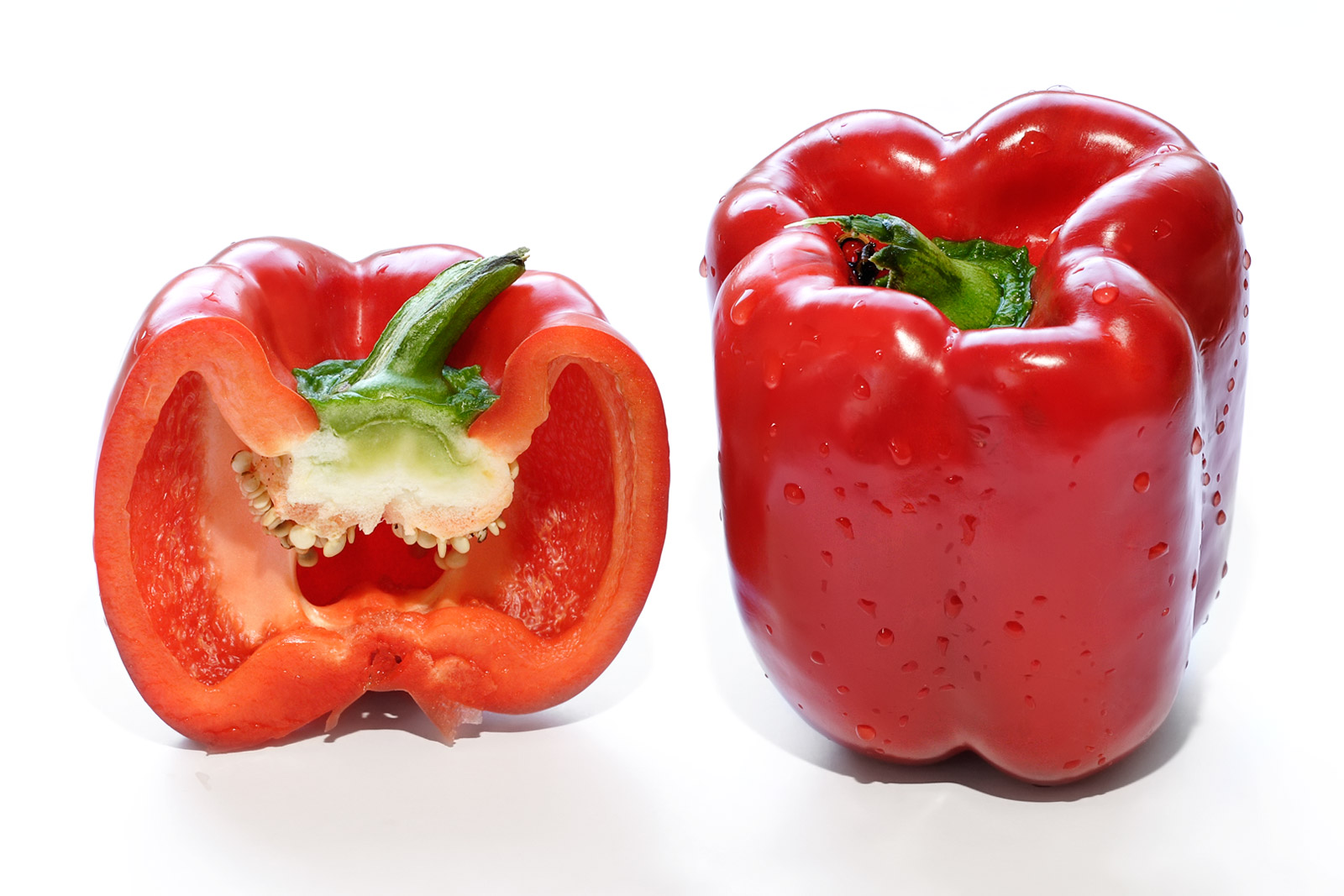
Pimento ou pimentão
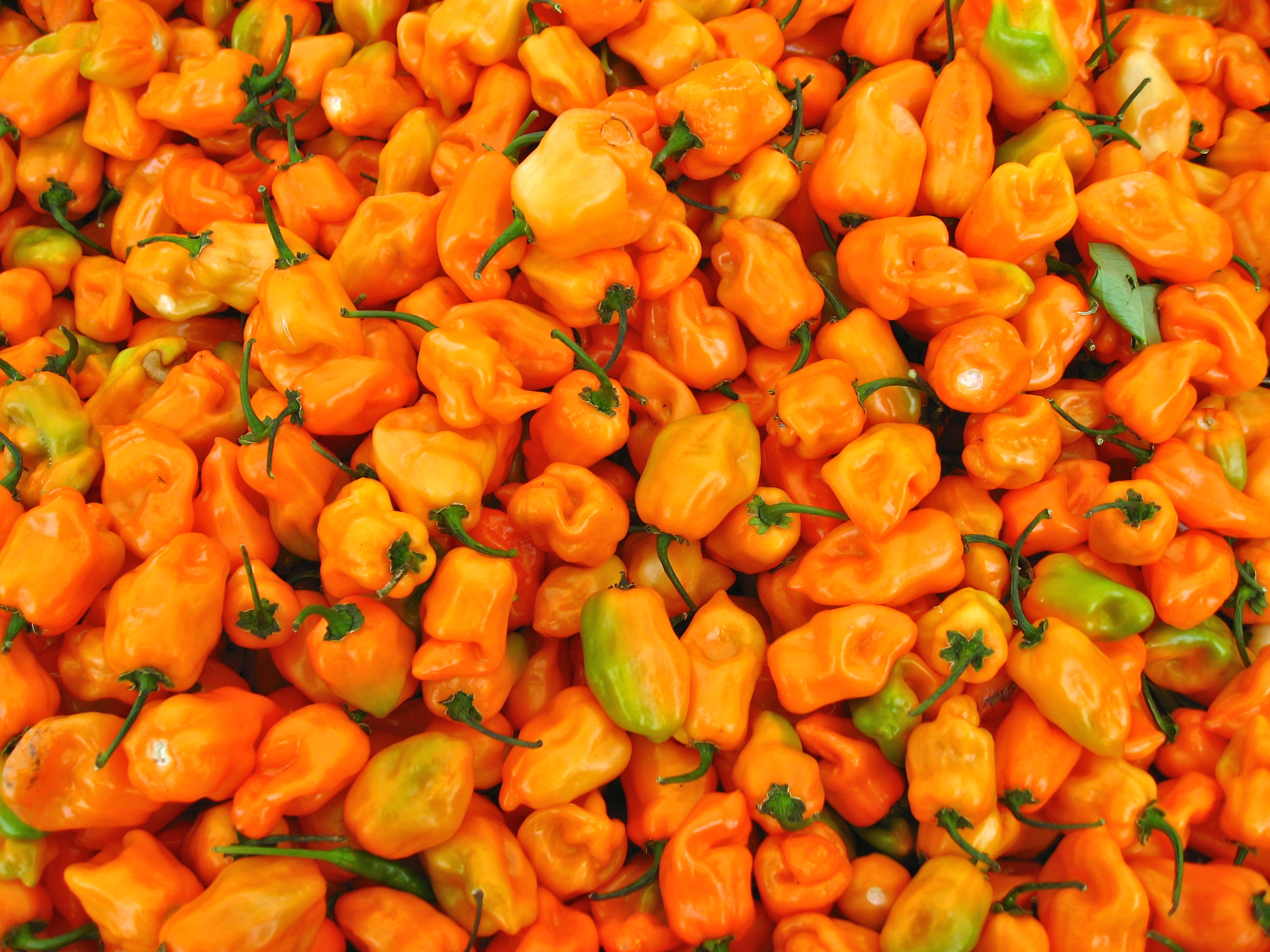
Capsicum chinense
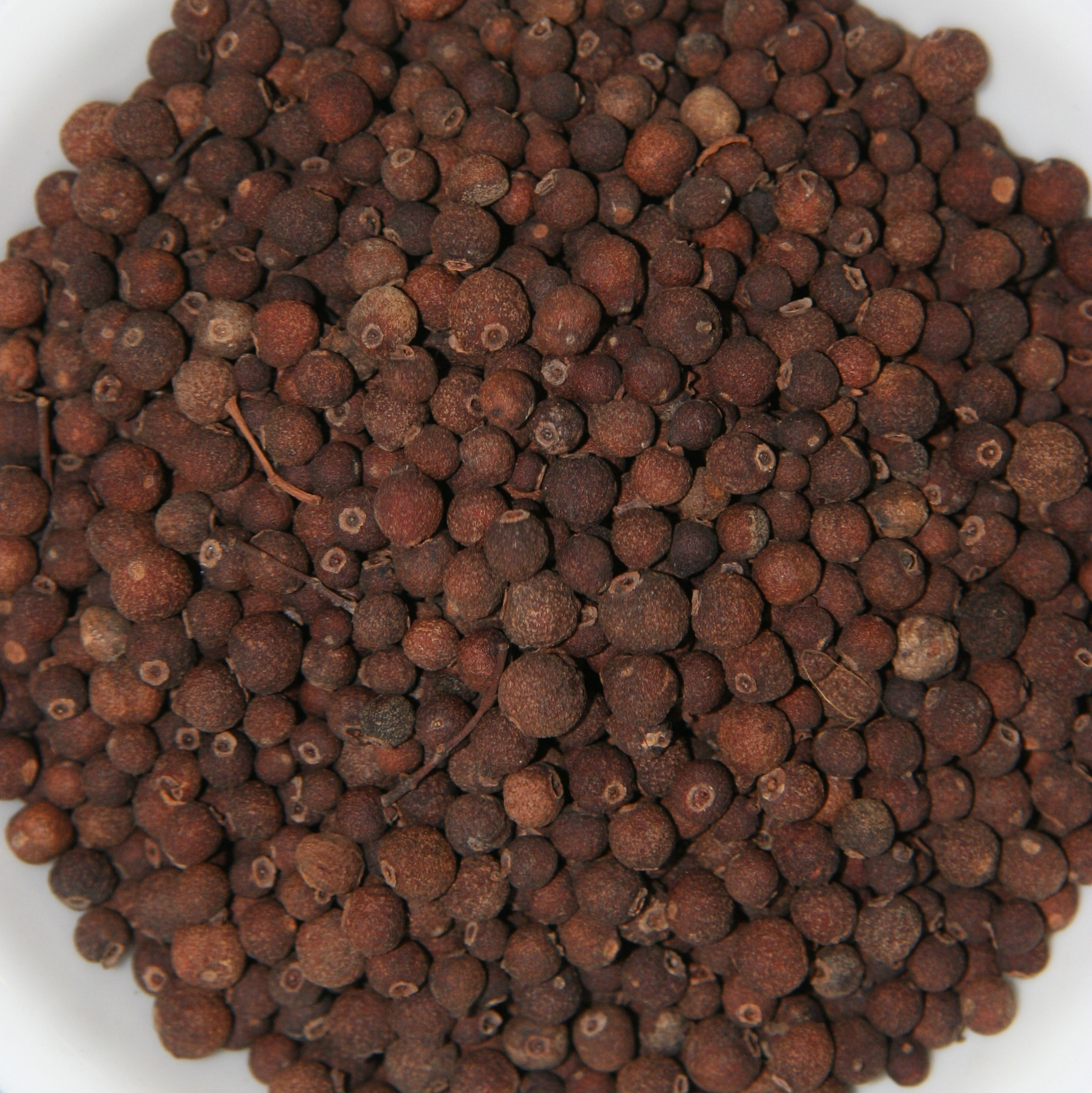
Pimenta-da-jamaica
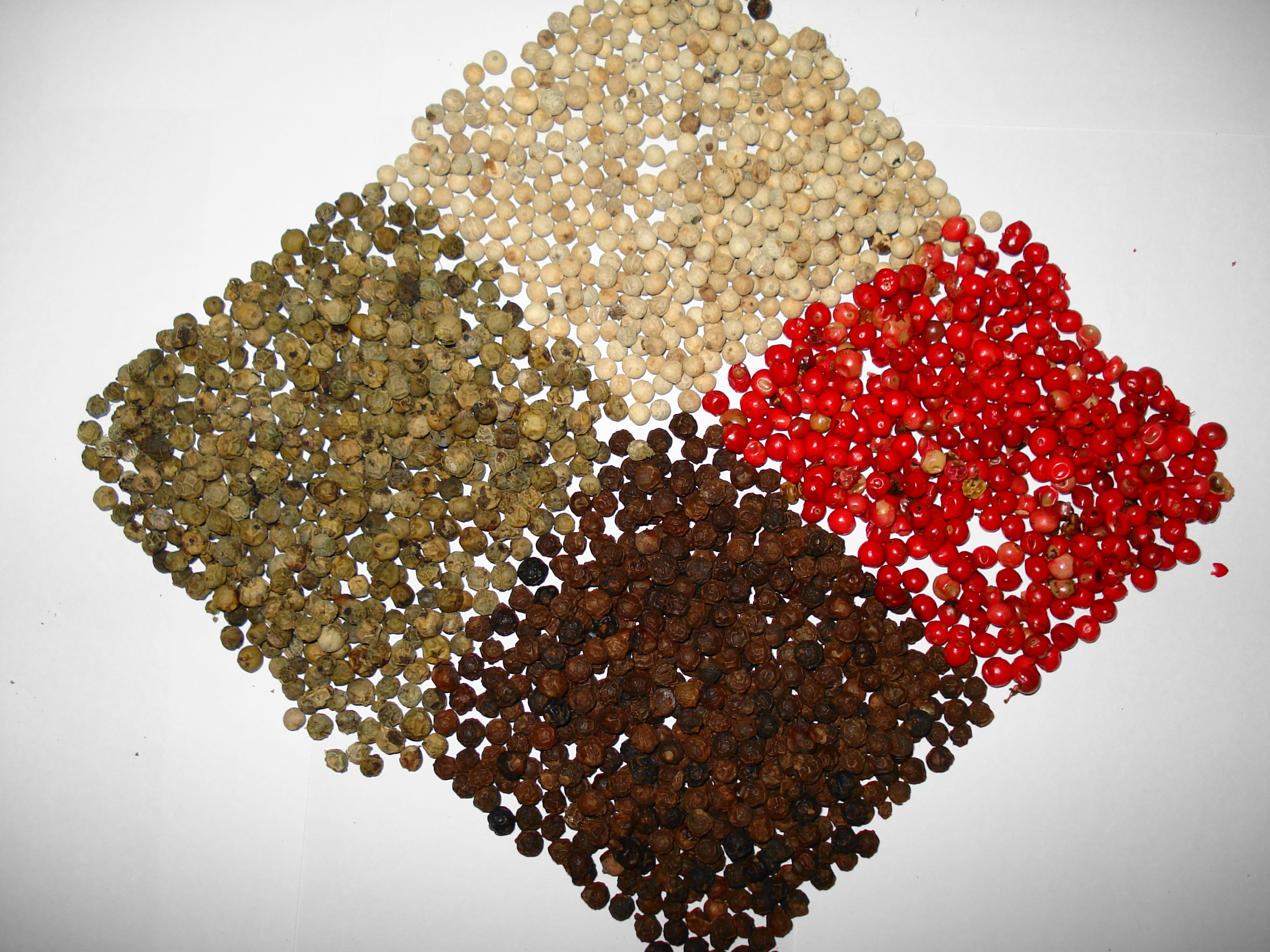
Variedades de pimenta-do-reino
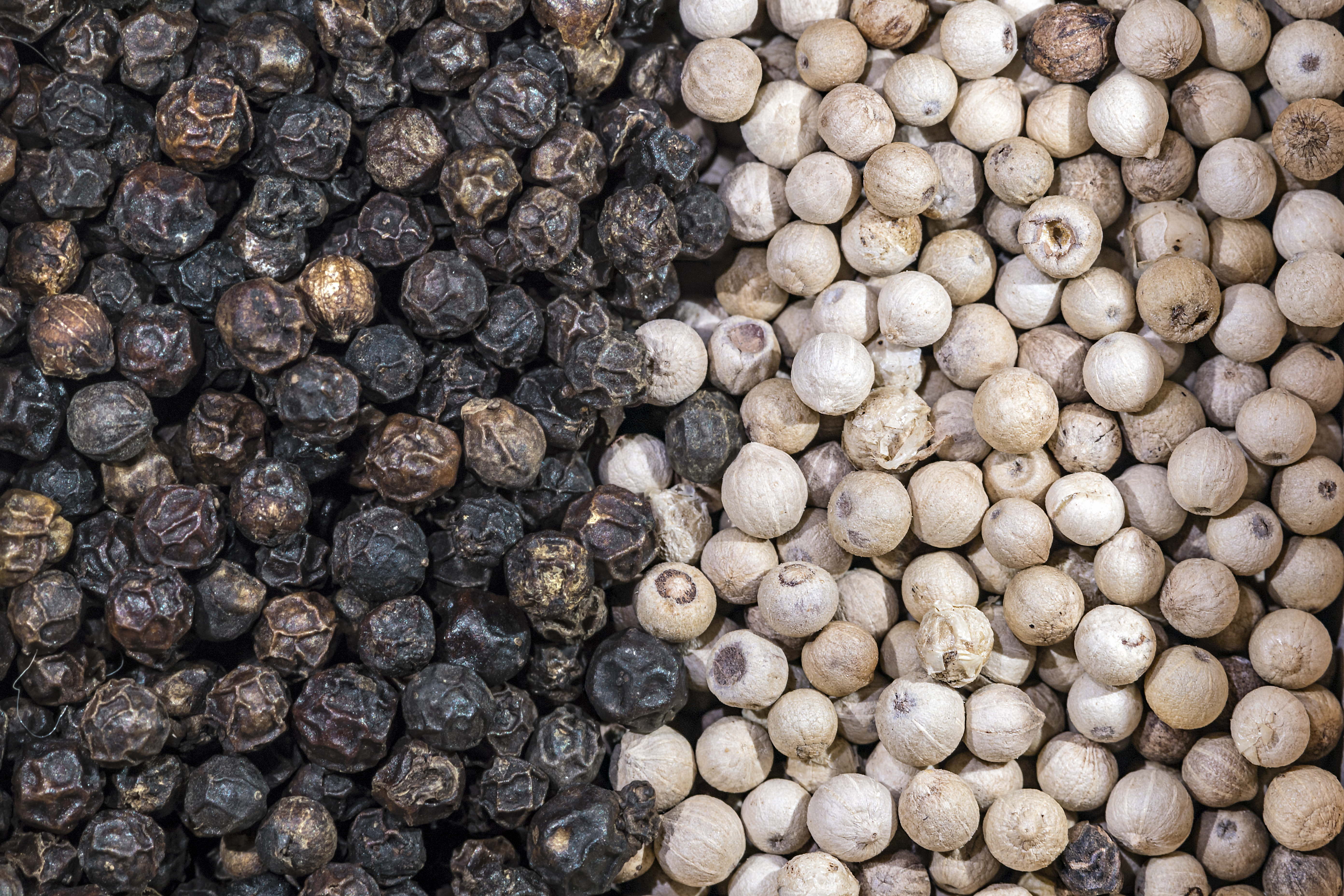
Pimenta-preta
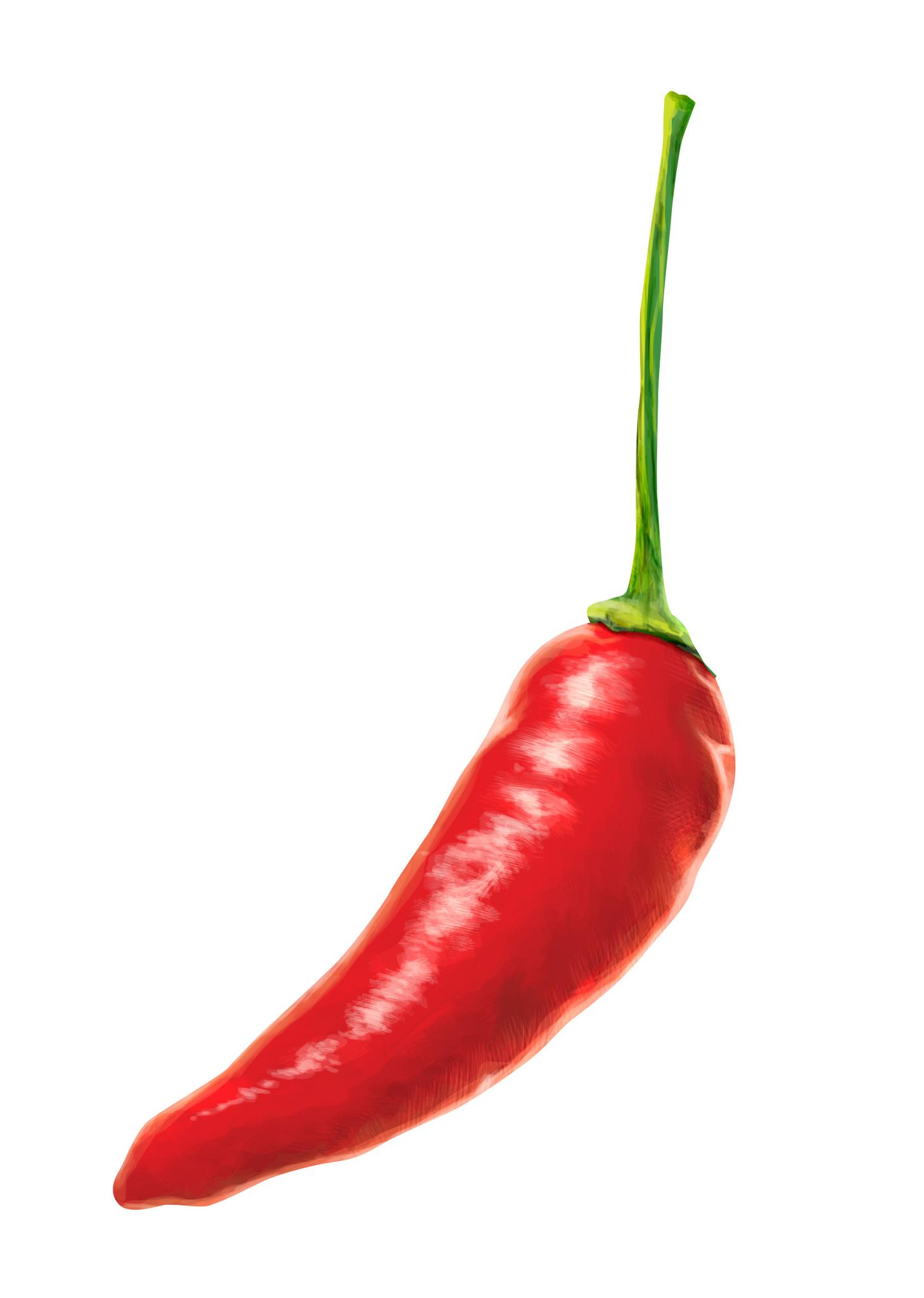
Pimenta